# شینگو شیباتا
شینگو شیباتا (انگلیسی: Shingo Shibata؛ زادهٔ ۱۳ ژوئیهٔ ۱۹۸۵) بازیکن فوتبال اهل ژاپن است.
از باشگاه‌هایی که در آن بازی کرده‌است می‌توان به باشگاه فوتبال کونسادول ساپورو اشاره کرد.